# Bird Dog
Bird Dog es el segundo álbum de estudio de The Verlaines, lanzado en 1987. Este álbum suele ser considerado el álbum más introspectivo de The Verlaines, con canciones como "Slow Sad Love Song", "Bird Dog" y "C.D., Jimmy, Jazz and Me", las cuales aparecen en You're just too obscure for me, la única compilación de la banda, la cual abarca toda su carrera.
"Slow Sad Love Song" fue la primera canción que Graeme Downes escribió, en 1980, inspirada por el suicidio de un amigo.

## Lista de canciones
Todas las canciones fueron escritas por Graeme Downes.
1. "Makes No Difference"
2. "You Forget Love"
3. "Take Good Care of It"
4. "Just Mum"
5. "Slow Sad Love Song"
6. "Only Dream Left"
7. "Dippy's Last Trip"
8. "Bird Dog"
9. "Icarus Missed"
10. "C.D., Jimmy, Jazz and Me"